# 하코네관

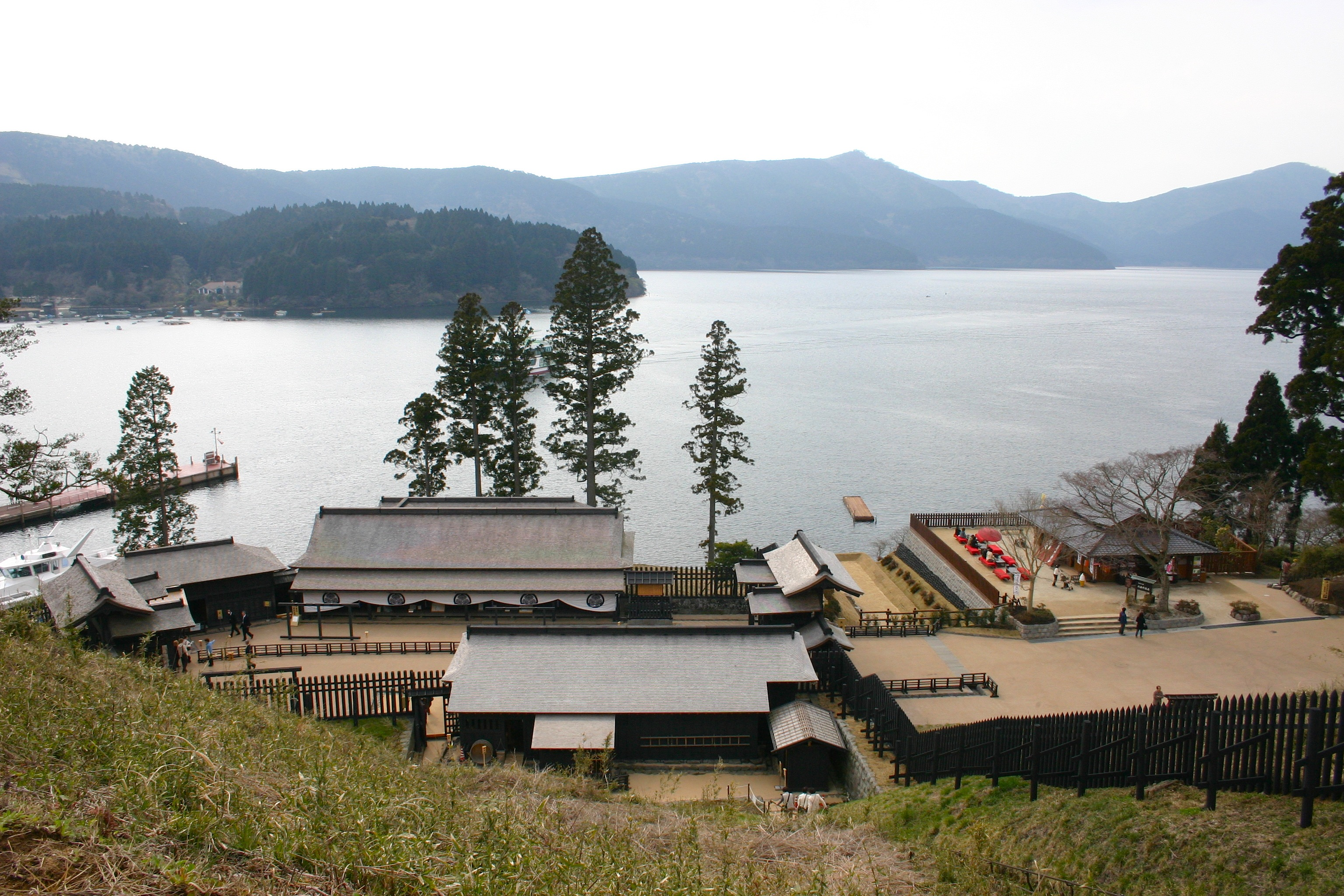
2007년 3월 복원된 하코네 관소 건물.

하코네 관(일본어: 箱根関 하코네노세키[*])은 하코네에 있던 관문이다. 좁은 의미에서는 1619년 에도 막부가 세워 1869년까지 사가미국 아시가라 시 시모 군 하코네(오늘날의 하코네정 하코네)에 소재했던 도카이도의 하코네 관소(일본어: 箱根関所 하코네세키쇼[*])를 가리키지만, 넓은 의미에서 하코네 관이라 하면 에도 시대 이전에 하코네 산 산기슭에 놓인 여러 관문들을 포함한다.